# La Huitième Couleur
La Huitième Couleur est le premier livre de la série des Annales du Disque-monde de Terry Pratchett. Le livre se veut être une parodie des histoires du genre médiéval-fantastique et se divise en quatre histoires courtes reliées entre elles par leurs personnages principaux, Rincevent et Deuxfleurs.

## Histoire

### Résumé
Deuxfleurs, citoyen agatéen, débarque à Ankh-Morpork pour faire du tourisme. Il prend pour guide le mage raté Rincevent. L'empire Agatéen recèle de grandes quantités d'or, qui n'y a qu'une valeur très faible. Deuxfleurs transporte sur lui et dans son Bagage magique tout l'or qu'il a pu économiser au cours de sa vie, pour payer les frais de son voyage, mais tout cet or suscite la convoitise des citoyens « entreprenants » d'Ankh-Morpork (voleurs et assassins). Deuxfleurs provoque indirectement l'incendie de la ville, que les deux compères sont obligés de fuir. Mais ils sont aussi sans le savoir les pions d'un jeu de plateau auquel s'affrontent les dieux du Disque-monde, en particulier la Dame (représentant la chance sur un million) et le Destin.
Rincevent se fait capturer par des dryades, et en fuyant à travers un portail magique, retrouve Deuxfleurs dans le temple maudit de Bel-Shamharoth. Ils y rencontrent Hrun, le héros barbare, et repoussent les assauts d'une créature mythique très ancienne, provoquant l'effondrement du temple.
Accompagnés de Hrun, ils pénètrent ensuite sur le territoire du Wyrmberg où la magie reste très présente, et qui sert de refuge aux derniers dragonniers du Disque-Monde, qui puisent cette magie pour invoquer des dragons. Le groupe est séparé, et Hrun devient le nouveau seigneur des dragons en passant avec succès trois épreuves, notamment celle de tuer les deux frères de Liessa, fille de Greicha et qui rêve de succéder à son père.
Après plusieurs aventures brièvement résumées dans un dialogue entre Rincevent et Deuxfleurs, le récit reprend alors que les deux personnages parviennent au bord du Disque. Leur embarcation est sauvée de la chute par un filet posé par le Royaume de Krull, qui lui permet de récupérer ainsi de nombreuses ressources, y compris des esclaves. Rincevent et Deuxfleurs sont menés à la capitale, où ils sont destinés à servir de sacrifice pour obtenir la bienveillance des dieux pour le projet d'exploration visant à lancer un engin habité par-dessus le bord pour déterminer le sexe de la Grande A'Tuin, la tortue qui porte sur son dos quatre éléphants sur lesquels repose le Disque-monde.
Au terme du roman, Rincevent et Deuxfleurs passent par-dessus le bord du Monde. La suite de l'histoire se déroule dans Le Huitième Sortilège.

### Personnages
Dans le prologue du roman, la tortue A'Tuin est genrée pour la seule fois de l'ensemble de la série. Dans toute la série, le narrateur rappelle régulièrement que son genre est inconnu, et que de nombreux scientifiques et théologiens du Disque-Monde cherchent à le découvrir : dans la narration, la tortue A'Tuin est presque toujours appelée avec une variation « il, ou elle selon l'école de pensée », mais dans le prologue, le narrateur utilise une fois he (« il ») dans la version anglophone des romans.
Le nom de Deuxfleurs n'est pas un jeu de mots : Terry Pratchett affirme avoir seulement voulu créer un nom étranger cohérent et s'être inspiré des pratiques maya.
Rincevent est décrit comme jeune, pouvant passer pour un simple apprenti. Cependant, les artistes le représentent presque systématiquement comme ayant la soixantaine.
Le Patricien n'est pas nommé dans ce roman. Il mange énormément de bonbons et rencontre Rincevent, alors que le patricien Vétérini, qu'on retrouve dans les romans suivants, dit explicitement n'avoir jamais entendu parler de lui dans Les Tribulations d'un mage en Aurient. Terry Pratchett affirme cependant qu'il s'agit bien du même Patricien, mais que sa personnalité a évolué au cours des livres, et admet qu'il a fait des erreurs de continuité.
La Mort apparaît dans le roman d'abord « uniquement pour un gag ». Pratchett veut faire référence à l'histoire de William Somerset Maugham Le Rendez-vous à Samarra publiée en 1933, dans laquelle un serviteur voyage de Bagdad à Samarra pour éviter la mort, pour enfin découvrir que la Mort l'attendait à Samarra de toute façon. Dans la même veine, la Mort est surpris de croiser Rincevent à Ankh-Morpork alors qu'il est censé le trouver plus tard dans la soirée à plusieurs centaines de kilomètres de là.
Les dryades sont des personnages sylvestres très musclés et généralement masculins, renversant leur image traditionnelle de jeunes filles minces, qui sont également présentes dans l'histoire mais en position de pouvoir et peu vues.
Plusieurs dieux sont nommés. Une partie de dés implique notamment Io l'Aveugle, un dieu entouré de nombreux yeux mais n'en ayant pas sur le visage, la Dame, qui représente la chance sur un million, et le Destin.

## Publication et accueil de l’œuvre

### Genèse et écriture
Après quelques nouvelles de science-fiction ou d'horreur, Terry Pratchett se consacre rapidement à la fantasy, expliquant qu'« il est plus facile de faire plier l'univers autour de l'histoire » dans ce genre littéraire. En 1981, Terry Pratchett écrit Strate-à-gemmes, un premier roman qui donne un aperçu de la construction du Disque-monde et en particulier de ses aspects physiques : un disque posé sur quatre éléphants, eux-mêmes debout sur le dos de la grande tortue A'Tuin qui voyage dans l'espace. Deux ans plus tard, il publie le premier volume du Disque-Monde, La Huitième couleur. À cette époque, il écrit à côté de son travail à plein temps de chargé des relations publiques pour le Central Electricity Generating Board (bureau pour l’énergie) dans une zone qui recouvre plusieurs centrales nucléaires.
Avec La Huitième Couleur, Terry Pratchett affirme avoir voulu « faire à l'univers de la fantasy classique ce que Le shérif est en prison a fait pour le western ». Le livre se veut être une parodie des histoires du genre médiéval-fantastique.

### Publication
L'œuvre originale est publiée en novembre 1983 sous le titre The Colour of Magic, en 506 exemplaires, par Colin Smythe avec une couverture conçue par Alan Smith.
La Huitième Couleur et Le Huitième Sortilège (The Light Fantastic), paru trois ans plus tard, sont les deux seuls livres du Disque-monde à devoir être lus ensemble et dans l'ordre pour être compris.

### Accueil critique
Le livre est comparé aux œuvres de Douglas Adams. Il ne partage pas le ton plus léger et les blagues plus travaillées des tomes suivants.
Les critiques négatives affirment que les livres sont plus dédiés à la construction du monde qu'à une quelconque histoire. Les personnages sont peu développés, l'objectif des premiers livres étant purement parodique. Cela est parfois vu comme une bonne chose, les personnages ne servant que de prétexte pour présenter le monde et les idées de Pratchett.

### Traductions
Il est publié en France d'abord en 1993 traduit par Patrick Marcel, puis en 1996 retraduit par Patrick Couton chez L'Atalante et en 1997 chez Pocket.

## Analyses

### Construction
Certains critiques estiment qu'il ne s'agit pas vraiment d'un roman, mais d'un ensemble de quatre nouvelles vaguement liées,.

### Place dans la série
La Huitième Couleur et Le Huitième Sortilège sont les deux seuls livres du Disque-monde à devoir être lus ensemble et dans l'ordre pour être compris. Chaque livre du Disque-Monde pouvant être lu indépendamment des autres, et Terry Pratchett commentant lui-même que ses premiers livres ne sont pas les meilleurs pour commencer à découvrir la franchise, de nombreux ordres de lecture sont possibles. Il est tout à fait possible de lire la série dans l'ordre de publication, : les arguments principaux contre sont que les deux premiers tomes des annales du Disque-Monde ont un style différent du reste de la série et s'appuient beaucoup plus sur la parodie que sur la construction d'une histoire originale. Patrick Couton, traducteur francophone de Pratchett, conseille au contraire cet ordre de lecture, estimant que les deux premiers tomes présentent efficacement l'univers du Disque-monde pour la suite. Terry Pratchett lui-même estime que le livre est loin d'être un de ses meilleurs, tout comme Le Huitième Sortilège, et qu'il vaut mieux éviter de le lire en premier.
Le livre se distingue des ouvrages suivants par son peu de notes de bas de page et de jeux de mots. Il ne respecte également pas certaines conventions des tomes futurs, notamment la règle que les trolls doivent avoir des noms de minéraux : un troll marin s'appelle Téthis, d'après la déesse grecque marine du même nom. Il est généralement considéré comme un des moins bons de l'ensemble de la série.

### Thèmes

#### Construction de l'univers du Disque-monde
Ce premier épisode des Annales du Disque-monde est une exploration du Disque qui permet à Terry Pratchett de présenter de nombreux aspects géographiques et ethnologiques de l'univers fictif du Disque-monde. Il sert de fondation à l'univers du Disque-monde, plaçant les principaux décors où se déroulent les ouvrages suivant de la série, et présentant certains des personnages récurrents : le mage Rincevent, Deuxfleurs, le Bagage, La Mort, le Patricien.
Terry Pratchett revisite de nombreux éléments communs aux univers de la fantasy qu'il tourne à la parodie et au burlesque en exagérant le trait jusqu'à l'absurde, les autres ouvrages de la série reprenant ce modèle. Il présente ainsi les Héros typiques des univers de fantasy en les présentant comme des brutes peu intelligentes qui massacrent et volent des trésors de façon si routinière que plus grand-chose ne les surprend.
Terry Pratchett invente dans ce roman une nouvelle couleur, l’octarine, huitième couleur du spectre magique, qui est définie comme « une sorte de jaune-pourpre verdâtre fluorescent ». Le chiffre huit est lui-même considéré dans le Disque-monde comme un chiffre magique.

#### Monde du lectorat
L'auteur fait aussi des remarques incidentes sur la nature de l'univers du Disque-monde, situé dans une autre dimension que la nôtre. En effet, alors que les humains connaissent les trois dimensions de l'espace et celle du temps, le Disque-monde se situe dans la dimension de l'Imaginaire, bien plus belle et plus efficace que nos quatre dimensions « secondaires ». Il évoque même l'impact des aventures de Rincevent et de Deuxfleurs sur la vie d'un homme prénommé Zweiblumen dans notre univers, à qui il arrive des événements inexplicables alors qu'il prend l'avion.

#### Héros
Les héros ne sont pas vus comme des personnages positifs chez Pratchett. Ils sont présentés comme des mercenaires.
Le roman privilégie également la coopération à la réussite individuelle. Rincevent apprend un sortilège interdit et en subit les conséquences, une expulsion de l'université de l'Invisible et une incapacité totale à pratiquer la magie. Il n'en tire aucun bénéfice, et le site Tor fait remarquer que c'est une approche très différente du cas de Docteur Strange par exemple, récompensé pour avoir lu le grimoire interdit dans les films hollywoodiens.

### Influences
La première histoire se déroule à Ankh-Morpork avec l'arrivée de Deuxfleurs en ville, se moquant du concept de tourisme. On y retrouve deux personnages directement inspirés des héros du Cycle des épées,.
Dans la seconde histoire, qui singe le genre médiéval-fantastique et les nouvelles de H. P. Lovecraft, les héros pillent un temple ancien et font face à un Grand Ancien,. Les dieux jouent aux dés avec les personnages avec des mécaniques très proches de celles de Donjons et Dragons.
La troisième histoire parodie La Ballade de Pern. L'héroïne du premier roman de la série s'appelle Lessa, son équivalent Liessa dans La Huitième Couleur, et les points d'exclamation dans les noms des dragons sont utilisés comme les apostrophes dans le roman original.
Dans la dernière partie, plus originale, Rincevent et Deuxfleurs se retrouvent au bout du monde, c'est-à-dire sur le point d'en tomber, et le rôle du Bagage gagne en importance.
L'épée Kring a « l'air de chantonner toute seule », ce qui pourrait être une référence au jeu Adventure dans lequel une épée chantonne également toute seule, Pratchett étant un enthousiaste d'anciens jeux vidéo. L'expression « il est interdit de se battre sur le Champ du Massacre » fait écho à une phrase similaire dans Docteur Folamour. Le sort de Yeux d’Or Main d’Argent Dactylos est tiré de celui de deux architectes ayant construit la Cathédrale Saint-Basile-le-Bienheureux de Moscou, dont Ivan le Terrible fait crever les yeux pour qu'ils ne puissent plus jamais en construire une aussi belle. Enfin, une pensée de Rincevent reprend mot pour mot le générique de Star Trek avec l'expression « là où aucun n'homme n'est jamais allé ».

## Rééditions
Après la première publication en 506 exemplaires en 1983, de nouvelles éditions suivent. En janvier 1985, la maison d'édition Corgi republie le livre avec une couverture de Josh Kirby, qui deviendra la plus populaire avec le temps.

## Adaptations
L'histoire est reprise dans un roman graphique illustré par Steven Ross et adapté par Scott Rockwell. Il est publié en 1992 par Corgi. Il a été distribué en format BD avec l'adaptation de Le Huitième Sortilège, sous le titre de The Discworld Graphic Novels.  (ISBN 978-0-385-61427-6).

### Adaptation télévisée
La Huitième Couleur, ainsi que Le Huitième Sortilège, ont été adaptés à la télévision anglaise par Vadim Jean sous le titre de The Colour Of Magic et diffusé en mars 2008. Le film est découpé en 2 parties d'environ 90 min chacune et regroupe les histoires des deux livres. On y retrouve notamment David Jason (Rincevent), Sean Astin (Deuxfleurs), Jeremy Irons (le Patricien Vétérini) et Christopher Lee (la voix de La Mort).

### Jeu vidéo
Le scénario de La Huitième Couleur a été adapté pour un jeu vidéo au format texte, sorti en 1986.